# Ctenoneura murudensis
Ctenoneura murudensis är en kackerlacksart som beskrevs av Roth, L. M. 1993. Ctenoneura murudensis ingår i släktet Ctenoneura och familjen Polyphagidae. Inga underarter finns listade i Catalogue of Life.